# Hyphydrus nigrovittatus
Hyphydrus nigrovittatus är en skalbaggsart som beskrevs av Régimbart 1906. Hyphydrus nigrovittatus ingår i släktet Hyphydrus och familjen dykare. Inga underarter finns listade i Catalogue of Life.